# Andrea Sedláčková

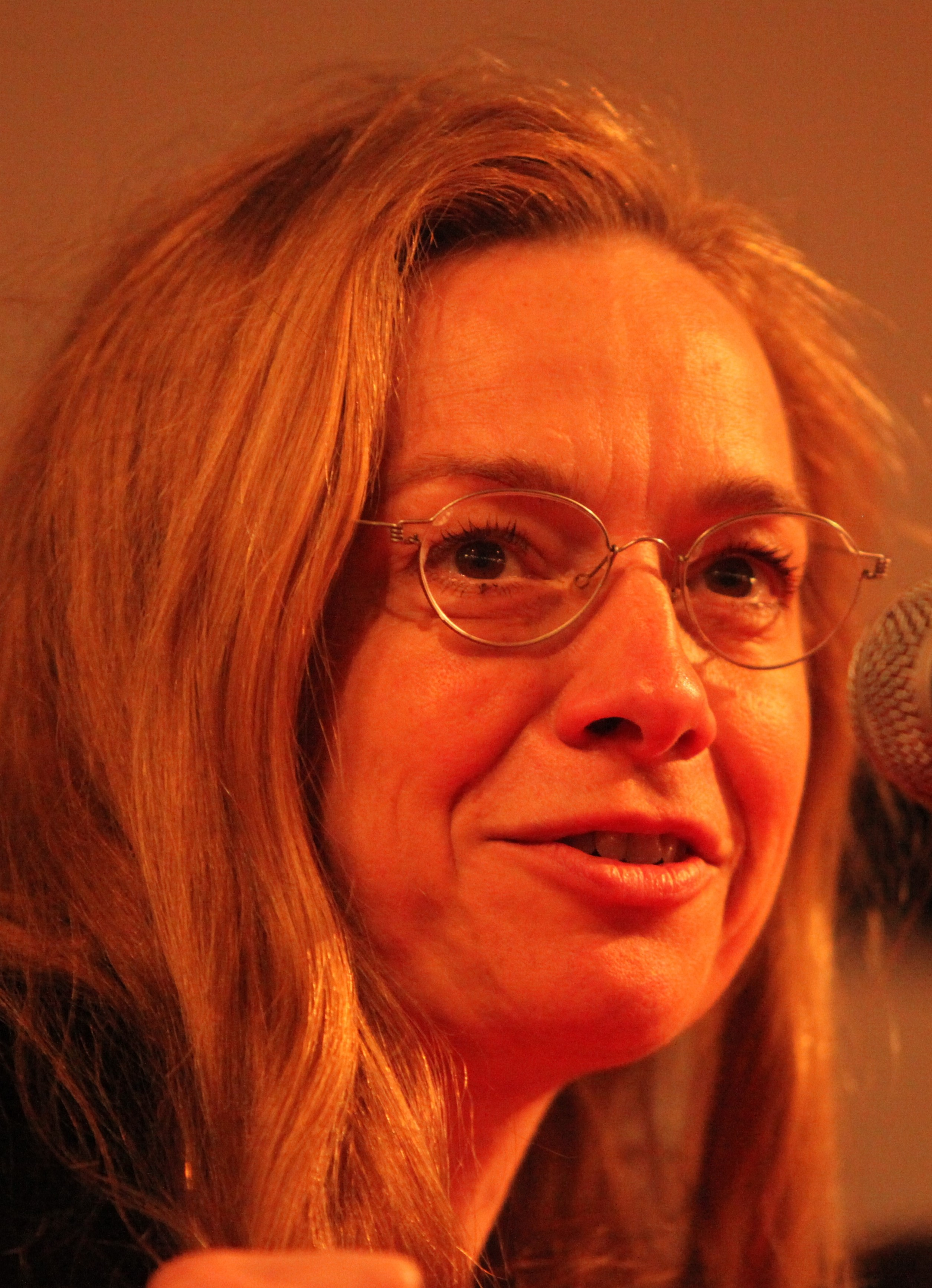
Andrea Sedláčková (2014)

Andrea Sedláčková (* 22. Juli 1967 in Prag) ist eine tschechische Schauspielerin, Filmeditorin, Drehbuchautorin und Filmregisseurin.

## Leben
Sedláčková begann ihre Karriere in den 1980er Jahren als Schauspielerin in Filmen wie Jen si tak trochu pisknout (1981) oder Nur so ein bißchen vor sich hinpfeifen (1982) unter der Regie von Karel Smyczek. Als Editorin arbeitete sie ab Anfang der 1990er Jahre für Regisseure wie Jean-Paul Civeyrac (Stiefkinder Gottes, 1996), Jacques Maillot, Michel Deville (Tagebuch eines Landarztes, 1999, und Un monde presque paisible, 2002), Christian Carion (Eine Schwalbe macht den Sommer  2001 und L'affaire Farewell, 2009), Philippe Lioret (Keine Sorge mir geht's gut, 2006 und Welcome, 2009) und Yann Samuell (Vergiss mich nicht , 2010). Ab 2000 begann sie als Drehbuchautorin und Regisseurin für tschechische Fernsehproduktionen zu arbeiten. 2012 veröffentlichte sie den auf Josef Škvoreckýs Roman basierenden Jazzfilm Rhythm On My Heels, zu dem Emil Viklický den Soundtrack schrieb.

## Filmografie (Auswahl)
Schnitt
- 1996: Stiefkinder Gottes (Ni d‘Ève ni d‘Adam)
- 1999: Tagebuch eines Landarztes (La maladie de Sachs)
- 1999: Jedem sein Glück (Nos vies heureuses)
- 2001: Eine Schwalbe macht den Sommer (Une hirondelle a fait le printemps)
- 2001: Kinder der Furcht (Un jeu d‘enfants)
- 2002: Mutterseelenallein (Froid comme l‘été)
- 2003: Liebe mich, wenn du dich traust (Jeux d’enfants)
- 2004: Was Frauen wirklich wollen (Tout le plaisir est pour moi)
- 2005: Merry Christmas (Joyeux Noël)
- 2006: Keine Sorge mir geht’s gut (Je vais bien, ne t’en fais pas)
- 2007: Counter Investigation – Kein Mord bleibt ungesühnt (Contre-enquête)
- 2008: Rivals (Les liens du sang)
- 2009: L’affaire Farewell
- 2010: Vergissmichnicht (L‘âge de raison)
- 2011: All unsere Wünsche (Toutes nos envies)
- 2011: Tu seras mon fils
- 2012: La mer à boire
- 2015: Madame Christine und ihre unerwarteten Gäste (Le grand partage)
- 2016: Die kanadische Reise (Le fils de Jean)
- 2017: Ménage à trois – Zum Fremdgehen verführt (Garde alternée)
- 2018: Die Kunst der Nächstenliebe (Les bonnes intentions)
- 2020: Rückkehr in die Bretagne (Paris Brest)
- 2023: Prag im Dienste Moskaus – Spionage im Kalten Krieg (Prague au service de Moscou – Dans les secrets de la guerre froide)

Regie
- 2014: Václav Havel, ein freier Mensch (Život podle Václava Havla)
- 2014: Fair Play

Schauspielerin
- 1980: Nur so ein bißchen vor sich hinpfeifen (Jen si tak trochu písknout)